# 3-羟基芬纳西泮
3-羟基芬纳西泮（英语：3-Hydroxyphenazepam），或叫3-羟基苯那西泮，是一种苯二氮䓬类药物，具有催眠、镇静、抗焦虑和抗惊厥作用。它是芬纳西泮的活性代谢物，也是苯二氮䓬类药物前药西那西泮的活性代谢物。相对于芬纳西泮，3-羟基芬纳西泮具有微弱的肌肉松弛特性，但在大多数其他方面大致相当。与其他苯二氮卓类药物一样，3-羟基芬纳西泮可作为GABAA受体苯二氮䓬类位点的正向变构调节剂，EC50值为10.3nM。它曾作为设计师药物在网上销售。